# بطولة الأمم الرئيسية 1885
بطولة الأمم الرئيسية 1885 (بالإيطالية: Home Championship 1885)‏ هو الموسم 3 من  بطولة الأمم الرئيسية. كان عدد الأندية المشاركة فيه  4.